# Jean René Constant Quoy
Jean René Constant Quoy (Maillé, 10 novembre 1790 – Rochefort, 4 luglio 1869) è stato uno zoologo e naturalista francese.

## Biografia

### Infanzia
Nacque in una famiglia di medici (alla nonna paterna, Anne Guérin, fu conferito, nel 1760, il titolo di maîtresse en chirurgie con il compito di prestare servizio nel paese di Maillé; suo padre, come i suoi tre fratelli, erano chirurghi) di origine nivernese. Per evitargli i guai delle guerre di Vandea, i suoi genitori lo mandarono presso una zia a Saint-Jean-de-Liversay. All'età di sei anni fu pensionante a Marans, presso un istitutore che lo portava alle feste repubblicane dalle quali resterà segnato. Nel 1799 l'intera famiglia si riunì a
Saint-Jean-de-Liversay, dove il padre lo iniziò allo studio delle piante medicinali, gli insegnò i dosaggi dei farmaci e a fare salassi e medicazioni..

### Carriera scientifica
Insieme a Joseph Paul Gaimard, fu il naturalista di bordo della Coquille, comandata da Louis Isidore Duperrey, durante la sua circumnavigazione del globo (1822-25), e dell'Astrolabe (1826-1829), capitanata da Jules Dumont d'Urville. Nel corso di questi viaggi scoprì lo scinco gigante delle Tonga, Tachygia microlepis, attualmente estinto.
I seguenti generi o specie sono stati battezzati in suo onore:
- Quoya Labbé, 1934
- Quoyia Gray, 1839
- Terebra quoygaimardi Cernohorsky, 1976
- Pilumnus quoyi H. Milne-Edwards, 1834
- Ischnochiton quoyanus J. Thiele, 1910
- Cracticus quoyi (uccello beccaio nero)